# Lucius Licinius Varro Murena
Lucius Lucinius Varro Murena est un homme politique romain, issu de la famille des Licinii (fils naturel de Lucius Licinius Murena le consul de 62 av. J.-C. et adopté par Aulus Terentius Varro), frère par adoption de Aulus Terentius Varro Murena et ami de Mécène accusé de complot contre Auguste et exécuté sans procès en 22 av. J.-C.